# Zámyšl
Zámyšl je malá vesnice, část obce Hlavňovice v okrese Klatovy v Plzeňském kraji. Nachází se asi 1,5 kilometru západně od Hlavňovic. Zámyšl je také název katastrálního území o rozloze 3,27 km². V katastrálním území Zámyšl leží i Javoříčko.

## Historie
První písemná zmínka o vesnici pochází z roku 1395.

## Obyvatelstvo
| Rok            | 1869 | 1880 | 1890 | 1900 | 1910 | 1921 | 1930 | 1950 | 1961 | 1970 | 1980 | 1991 | 2001 | 2011 | 2021 |
| -------------- | ---- | ---- | ---- | ---- | ---- | ---- | ---- | ---- | ---- | ---- | ---- | ---- | ---- | ---- | ---- |
| Počet obyvatel | 97   | 94   | 89   | 86   | 67   | 82   | 66   | 48   | 48   | 58   | 57   | 69   | 63   | 58   | 61   |
| Počet domů     | 13   | 12   | 12   | 12   | 11   | 12   | 12   | 23   | 23   | 13   | 12   | 17   | 18   | 18   | 18   |

## Obecní správa
Při sčítání lidu v letech 1850–1959 Zámyšl byla samostatnou obcí v okrese Sušice. Od roku 1960 je částí obce Hlavňovice v okrese Klatovy. V letech 1850–1959 k obci patřily Častonice, Čeletice, Javoříčko a Zvíkov.